# Марія Тереза Іспанська (1882—1912)
Марія Тереза Іспанська також Марія Тереза де Бурбон (ісп. María Teresa de Borbón, 12 листопада 1882 — 23 вересня 1912) — іспанська інфанта з династії Бурбонів, донька короля Іспанії Альфонса XII та австрійської ерцгерцогині Марії Крістіни, дружина баварського принца Фердинанда. Померла після народження молодшої доньки.

## Біографія
Марія Тереза народилась 12 листопада 1882 року в Королівському палаці Мадрида. Вона була другою дитиною та другою донькою в родині короля Іспанії Альфонса XII та його другої дружини Марії Крістіни Австрійської. Мала рідну старшу сестру Марію де лас Мерседес та двох єдинокровних братів від позашлюбного зв'язку батька з оперною співачкою.
Шлюб батьків був укладений виключно для продовження династії і після народження другої доньки замість довгоочікуваного спадкоємця став розпадатися. В липні 1883 року Марія Крістіна з дітьми від'їхали до Австрії з метою відвідин місцевих родичів. Батько незабаром захворів на сухоти. Його не стало невдовзі після 3-го дня народження Марії Терези. Матір в цей час була вагітною і у травні 1886 року народила сина Альфонсо, який від народження став королем Іспанії.
Освіту Марія Тереза разом з сестрою отримувала у Королівському палаці. Керувала нею Марія Крістіна, яка стала регенткою, та інфанта Ізабелла, колишня принцеса Астурійська. Літній час проводили в палаці Мірамам у Сан-Себастьяні.
У 1898 році політична ситуація в Іспанії стала загострюватися через складні американо-іспанські відносини та початок війни за перерозподіл колоній. Життя інфант після цього стало скромнішим, матір не дозволяла їм брати участь у суспільному житті країни. 9 травня 1899 року був запланований прийом в Королівському палаці на честь виходу Марії де лас Мерседес та Марії Терези у вищий світ, проте свято було відкладено з огляду на війну.
Марія де лас Мерседес у 1901 році вийшла заміж, а за три роки померла після чергових пологів.
Сама Марія Тереза у 23 роки взяла шлюб зі своїм 21-річним кузеном Фердинандом Баварським, сином її тітки Марії де ла Пас. Восени 1905 року він став натуралізованим іспанцем, отримав титул інфанта Іспанії та почав називатися Фернандо Марія де Баварський і де Бурбон. Вінчання пройшло 12 січня 1906 року у Мадриді. Оселилися молодята там же. Марія Тереза швидко завагітніла й наприкінці того ж року народила сина. Всього у пари було четверо дітей.
За кілька днів після народження молодшої доньки, Марія Тереза померла від емболії. 25 вересня 1912 року її поховали у королівській крипті Ескоріалу.

## Родина

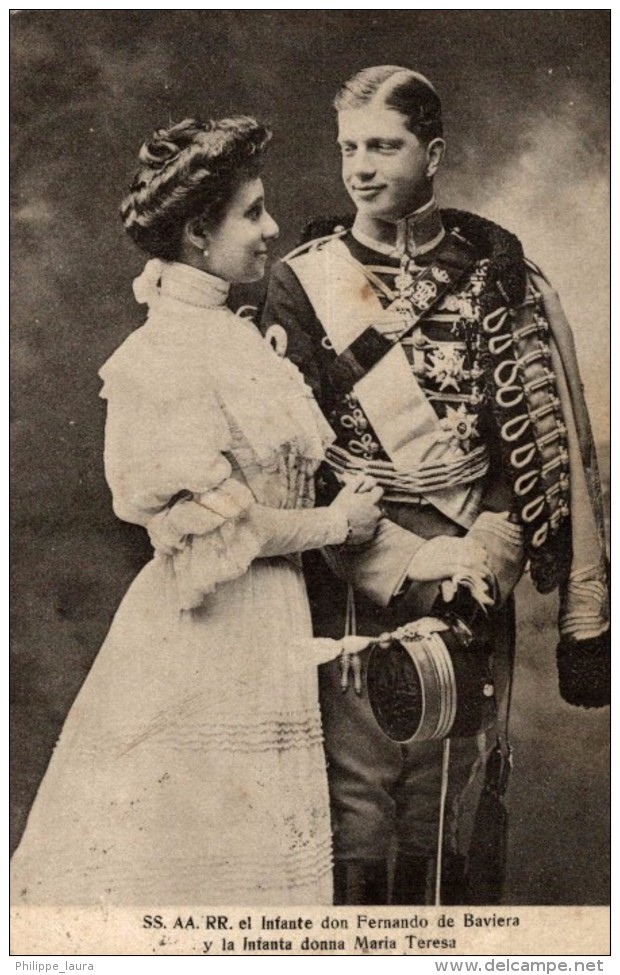
Марія Тереза та Фердинанд Баварський

Чоловік —  Фердинанд Марія Баварський
Діти:
- Луїс Альфонсо (1906—1983) — військовий губернатор Барселони, одруженим не був, дітей не мав;
- Хосе Еухеніо (1909—1966) — був одружений з Марією де ла Асунсьйон Соланж де Мессіа та де Лессеп, мав четверо дітей;
- Марія де лас Мерседес (1911—1953) — дружина грузинського князя Іраклія Георгійовича Багратіон-Мухранського, мала сина та доньку;
- Марія дель Пілар (1912—1918) — померла в 5 років від менінгіту.

## Нагороди
- Орден королеви Марії Луїзи № 845 (Іспанія);
- Орден Святої Єлизавети (Баварське королівство);
- Орден Терези (Баварське королівство);
- Орден Зіркового хреста (Австро-Угорщина).

## Титули
- 12 листопада 1882—12 січня 1906 — Її Королівська Високість Інфанта Марія Тереза Іспанська;
- 12 січня 1906—23 вересня 1912 — Її Королівська Високість Принцеса Марія Тереза Баварська.